# Lamar Walker
Lamar Walker est un footballeur international jamaïcain né le 26 septembre 2000 à Spanish Town. Il joue au poste de milieu de terrain au Miami FC en USL Championship.

## Biographie

### En club
Le 29 janvier 2021, il signe en faveur du Miami FC.
Il inscrit six buts lors du USL Championship 2021 avec cette équipe, avec notamment un doublé contre la réserve des Red Bulls de New York.

### En sélection
Il participe aux Jeux panaméricains de 2019 avec l'équipe de Jamaïque des moins de 23 ans. Lors de cette compétition organisée à Lima au Pérou, il joue quatre matchs.
Le 12 octobre 2019, il joue son premier match avec l'équipe de Jamaïque contre l'Aruba (victoire 2-0). Trois jours plus tard, il marque son premier but en sélection, toujours contre Aruba, avec à la clé une large victoire, sur le score sans appel de 0-6. Ces deux rencontres rentrent dans le cadre de la Ligue des nations de la CONCACAF 2019-2020.
Il est ensuite retenu par le sélectionneur Theodore Whitmore afin de participer à la Gold Cup 2021 organisée aux États-Unis. Lors de cette compétition, il joue deux matchs. La Jamaïque s'incline en quart de finale face au pays organisateur.

## Palmarès
Portmore United
- Championnat de Jamaïque (2) :
  - Champion : 2017-18 et 2018-19.

- Championnat des clubs caribéens de la CONCACAF (1) :
  - Vainqueur : 2019.